# Slumber of Sullen Eyes
Slumber of Sullen Eyes (с англ. — «Дремота печальных глаз») — дебютный студийный альбом финской дэт-метал группы Demigod, выпущенный в 1992 году на лейбле Drowned Productions. В 2006 году на лейбле Xtreem Music было выпущено переиздание альбома, которое включало в качестве бонуса демо 1991 года Unholy Domain.  Альбом снискал признание музыкальных критиков и считается одной из важнейших записей в жанре.

## Отзывы критиков
Альбом был положительно принят как музыкальными критиками, так и фанатами дэт-метала. Тодд Ниф из AllMusic назвал Slumber of Sullen Eyes одним из наиболее приближенных к идеалу альбомов скандинавской сцены начала 90-х, а по мнению Андреаса Шиффмана из Rock Hard альбом по праву можно признать классикой финского дэт-метала.
В 2010 году журнал Terrorizer включил Slumber of Sullen Eyes в свой список «40 дэт-метал альбомов, которые вы должны услышать», комментируя это следующим образом: 

Именно с этой часто упускаемой из виду классики и развернулась одна из величайших любовных историй всех времён: шумный ритм Флориды сочетается с зубодробительной гитарной игрой Швеции в союзе, столь восхитительно злом, что даже самых стойких металлистов он мог довести до слёз радости.
Оригинальный текст (англ.)It is with this often overlooked classic that one of the greatest love stories of all time unfolded: Florida's pummeling groove meets Sweden's buzzsaw guitar work in a union so deliciously evil it could move the hardest of bangers to tears of joy.

Журнал Decibel в 2012 году также включил альбом в список «Топ-100 дэт-метал альбомов всех времён», поставив его на 49 место.

## Список композиций
| №                   | Название                                       | Текст песни              | Музыка              | Перевод названия                       | Длительность |
| ------------------- | ---------------------------------------------- | ------------------------ | ------------------- | -------------------------------------- | ------------ |
| 1.                  | «Apocryphal (Intro)» (инструментальная)        |                          | Эса Линден          | «Мнимый»                               | 0:21         |
| 2.                  | «As I Behold I Despise»                        | Теро Лайтинен, Линден    | Линден              | «Когда я смотрю, я презираю»           | 4:39         |
| 3.                  | «Dead Soul»                                    | Линден                   | Линден              | «Мёртвая душа»                         | 3:45         |
| 4.                  | «The Forlorn»                                  | Лайтинен, Линден         | Линден              | «Покинутый»                            | 4:05         |
| 5.                  | «Tears of God»                                 | Линден                   | Линден, Юсси Кийски | «Слёзы Богов»                          | 5:16         |
| 6.                  | «Slumber of Sullen Eyes»                       | Линден, Кийски           | Линден, Кийски      | «Дремота печальных глаз»               | 6:00         |
| 7.                  | «Embrace the Darkness / Blood of the Perished» | Линден, Кийски           | Линден              | «Примите тьму / Кровь погибших»        | 5:05         |
| 8.                  | «Fear Obscures from Within»                    | Линден, Кийски           | Линден              | «Страх скрывается внутри»              | 4:19         |
| 9.                  | «Transmigration Beyond Eternities»             | Лайтинен                 | Линден              | «Переселение души за пределы вечности» | 4:31         |
| 10.                 | «Towards the Shrouded Infinity»                | Кийски, Линден, Лайтинен | Линден              | «К туманной бесконечности»             | 3:41         |
| 11.                 | «Perpetual Ascent» (инструментальная)          |                          | Линден              | «Вечное восхождение»                   | 3:47         |
| 12.                 | «Darkened»                                     | Лайтинен                 | Линден, Кийски      | «Померкший»                            | 2:50         |
| Общая длительность: | Общая длительность:                            | Общая длительность:      | Общая длительность: | Общая длительность:                    | 48:07        |

| №                   | Название                              | Текст песни         | Музыка              | Перевод названия     | Длительность |
| ------------------- | ------------------------------------- | ------------------- | ------------------- | -------------------- | ------------ |
| 13.                 | «Perpetual Ascent» (Инструментальная) |                     | Линден              | «Вечное восхождение» | 3:12         |
| 14.                 | «Anxiety»                             | Линден              | Линден              | «Беспокойство»       | 4:32         |
| 15.                 | «Reincarnation»                       | Лайтинен, Линден    | Линден              | «Реинкарнация»       | 4:21         |
| 16.                 | «Succumb to the Dark»                 | Линден              | Линден              | «Уступить тьме»      | 3:56         |
| Общая длительность: | Общая длительность:                   | Общая длительность: | Общая длительность: | Общая длительность:  | 64:08        |

## Участники записи
Demigod:
- Эса Линден — вокал
- Юсси Кийски — гитары
- Мика Хаапасало — гитары, ремастеринг (переиздание 2006 года)
- Теро Лайтинен — бас-гитара
- Сеппо Таатила — клавишные, ударные

Технический персонал:
- Ахти Кортелайнен — продюсирование, сведение
- Роб Смитс — обложка